# Magda Bielesz

Magda Bielesz – Skakanka, olej na płótnie 130x75, 2001

Magda Bielesz (ur. 25 marca 1977 w Warszawie) – polska malarka, autorka instalacji, obiektów, rysunków, video.

## Życiorys
Absolwentka Wydziału Malarstwa ASP w Warszawie, dyplom w Gościnnej Pracowni prof. Leona Tarasewicza (2002). Już podczas studiów zauważona przez kuratorów i krytyków co zaowocowało udziałem w przeglądzie młodych Look at me/Spójrz na mnie, organizowanym przez Bunkier Sztuki w Krakowie (2002) i Blok.osiedle.mieszkanie w Galerii Działań/Raster(2002). Indywidualną wystawą zadebiutowała w Małym Salonie, Narodowej Galerii Zachęta w 2003 roku. W tym samym roku otrzymała półroczne stypendium MKiDN. W 2005 roku finalistka w VII Konkursie im Eugeniusza Gepperta, w internetowym głosowaniu zdobyła najwyższą liczbę głosów. Przebywała na miesiecznych pobytach twórczych (artist in residences) m.in. Wd8, Walkersdorf/Graz, Austria 2006, MoKS, Mooste, Estonia (2006), Center Aijima Art Center Abiko/Tokio, Japonia (2006) w tym samym roku otrzymała półroczne stypendium MKiDN, a także stypendium „Młoda Polska”.
Ma na swoim koncie liczne wystawy w kraju i za granicą. Jej prace znajdują się m.in. Museum of New Art w Detroit, Zachęta – Narodowa Galeria Sztuki, kolekcji IHS UW, Luciano Benetton Collection: kolekcja Imago Mundi, SONS Museum: Shoes Or Not Shoes?. Mieszka i pracuje w Warszawie.

## Twórczość
Sztuka Magdy Bielesz porusza takie tematy jak obietnice szczęścia, życiowa witalność, ale również problemy upośledzenia ciała, starości, które brak reprezentacji wyklucza z komunikacji społecznej. W ujęciu artystki odzyskują one swoje miejsce w naturalnym cyklu życia. W pracach Magdy Bielesz jest nadzieja i radość życia, ujawnione często w dziecięcej, bajkowej stylizacji. W swoich pracach sięga do wspomnień i marzeń, relacji zdrowie-choroba. Chciałaby znaleźć i naprawić wszystkie niedociągnięcia i uszkodzenia. Zagłębiając się w świat dzieciństwa ulepsza wspomnienie, które często odbiega od sytuacji rzeczywistej. Nawiązując do dzieciństwa, tworzy swoistą mitologię niedorastania. Do najbardziej rozpoznawalnych należą cykle: Maszyny, Lekcja pływania i Dzieci. Jak mówi Bielesz: W każdej dziedzinie mojego życia staram się zabierać z rzeczywistości tylko tyle ile jest mi potrzebne w danym momencie. Maluję to czego zawsze mi brakowało, poprzez moje obrazy spełniam swoje marzenia. Jej obrazy są niezwykle czyste – jeden przedmiot czy pojedyncza osoba na białym tle. Dostawiając jeden do drugiego, tworzy niekończącą się przestrzenną aranżację. Często wychodzi poza ramy obrazu – cykl dzieci na skakankach zdają się wyskakiwać z obrazów. W projekcie Pokój dokonała interwencji najpierw w architektoniczną przestrzeń swojej pracowni (Noc Muzeów, 2009), a następnie w rozszerzonej wersji w przestrzeniach CSW Łaźnia w Gdańsku (2010). Za sprawą czarnej linii pojawiają się elementy architektoniczne, które uznała za brakujące, w ten sposób zaprasza widza do uruchomienia wyobraźni, przekroczenia fizycznych barier i symbolicznego „przejścia przez ścianę”. Bielesz tworzy również prace video, które w swojej wymowie są bardzo zbliżone do malarstwa, można je podzielić na dwie grupy: jedne to dokumentacja zdarzeń, obrazów które rejestruje (Dobro, 100 obrazków, Chwilami nierealności) inne to jak sama mówi to obrazy tyle tylko że ruchome (Lekcja pływania, Złość piękności szkodzi, Gimnastyka). Z obrazów Magdy przebija fascynacja stanami, których sama nie jest w stanie (jeszcze lub nigdy) doświadczyć. Na swych obrazach często wyróżnia postacie i przedmioty pozbawiając je światłocienia i umieszczając je na neutralnym białym tle. W ten sposób tworzy iluzję ich samodzielnego życia, pozbawionego kontekstu znaczeń, z których pierwotnie wyrosły. To ostatnie tyczy się również obiektów – talizmanów, które odgrywają ważną rolę w jej twórczości. Bielesz tworzy je w krótkich seriach: min. Poduszki do pływania we śnie, Uniwersalne wspomnienia (saszetki z nasionami roślin), Uniwersalne marzenia (saszetki z nasionami roślin), Uniwersal Wish (saszetki z pigułkami: Meet E.T., Sing as Johny Cash, be lucky, change sperm taste – carrot, be born again, clone yourself ect.), KLOCKI, czyli zestaw do kreatywnego spędzania czasu czy Kryształy.

### Katalogi
- Magda Bielesz. mini katalog wydany z okazji prezentacji dylomowej w CSW Zamek Ujazdowski, Warszawa 2002[1]
- Magda Bielesz. Maszyny, kat wyst., Galeria Zakręt, IHS UW, Warszawa 2002[2]
- Magda Bielesz. Czarodziejki z księżyca, kat. wyst., Zachęta – Narodowa Galeria Sztuk, Warszawa 2003[3]
- Magda Bielesz. Oferta specjalna, kat wyst., Galeria Nova, Kraków 2003[4]
- Magda Bielesz. Lekcja pływania, kat. wyst., BGSW Słupsk, 2004[5] katalog w formie leporello
- Magda Bielesz, Pokój, CSW Łaźnia, Gdańsk 2010[6]

### Artykuły, hasła słownikowe, noty katalogowe, recenzje, wywiady
- M. Małkowska, Spójrz i idź, Festiwal młodej sztuki w Krakowie, Rzeczpospolita, sierpień 2002
- M. Raczek, Novart.pl, Exit No.3(51)2002
- V. Sajkiewicz, novart.pl, Arteon Nr 8(28), sierpień 2002
- Ursynów dziełem sztuki, nota o wystawie Blok.osiedle.mieszkanie, Passa Nr 25(108) 4 lipca 2002
- A. Kowalska, Cztery światy kobiece. Dyplomy 2002, Gazeta Stołeczna, 28-29.09.2002[7]
- S. Szabłowski, Nowa galeria. Energia Zakrętu, City Magazine, październik 2002
- A. Kowalska, Sztuka na zakręcie, Gazeta Stołeczna, 17.10.2002
- M. Himielewicz, Maszyny na zakręcie, Gazeta Stołeczna, 18-24.10.2002
- N. Dworzańska, Magda Bielesz. Magda, rysuj brzydziej, DLACZEGO magazyn dla studentów,Nr 44, grudzień 2002
- A. Kłos, Bielesz w Entropii. Te banalne lata 80., City Magazine, kwiecień 2003
- Superkolekcja'80, Wieczór Wrocławia, 4-6.04.2003
- J. Tomalska, Sztuka i „Maszyny”, Kultura, kwiecień 2003
- Zapamiętane z dzieciństwa, Co jest grane, Gazeta Wyborcza, Wrocław, 4-10 kwietnia 2003
- Biennale Malarstwa BIELSKA JESIEŃ, kat. wyst., Galeria Bielska BWA 2003 ISBN 83-87984-19-1.
- Notes na 6 tygodni, nr 1, FUNDACJA NOWEJ KULTURY BĘC ZMIANA 2003 strony 2-7
- Młodzi zza zakrętu, Sekcja nr 9, 2003, ISSN 1642-2384.
- J. Muller, Uwspółcześniona wizja świętych. Rozmowa z Magdą Bielesz., Gazeta Stołeczna, 15 lipca 2003
- A. Kowalska, Czarodziejki z Księżyca. Wystawa obrazów Magdy Bielesz w Małym Salonie Zachęty, Gazeta Stołeczna, 11-17 lipca 2003
- H. Halak, Święte babcie, Uroda Nr 9/ wrzesień 2003
- B. Jagas Podwójna linia życia, Miesięcznik Jestem, czerwiec 2003
- J. Nowicka, Krakowska Galeria Nova przedstawia nowe malarstwo. Oferta Specjalna, Rzeczpospolita on-line, Nr. 148/27 czerwca 2003
- E. Nowacka Magda Bielesz. Hiro 10., Hiro Nr 10, 2003
- R. Dziadkiewicz, Magda Bielesz. Oferta specjalna!, City Magazine, czerwiec 2003
- R. Hazuki, Czarodziejka z Księżyca. Wystawa w Galerii Zachęta, Kawaii! Nr 05/2003 (45)
- Odrobina magii, Stołeczna Trybuna Nr 197 (4097)/ 25 sierpnia 2003
- Magda Bielesz w rozmowie, [w:] A. M. Wasieczko, Dobra Wróżka „Elle”, wrzesień 2003
- Kondycja. Od soboty., Gazeta Wyborcza Kraków, 6-12 czerwca 2003
- K. Rzehak, Życie codzienne i fantastyczne, Twój Styl, sierpień 2003
- A. Kozłowska Niegrzeczna Magda, Gazeta Wyborcza Trójmiasto, 8 września 2004
- M. van Hulten, Wachten op de spurt De Volkskrant, Kunst, 16 september 2004, p 10-11
- M. Małkowska, Barbie kontra Rudowłosa, Rzeczpospolita 224(6907) 23 września 2004
- A. Kozłowska Które z nas są lalkami?, Gazeta Wyborcza Trójmiasto, 2-3 października 2004
- Pływanie bez wody, Głos Słupski Nr 261 (3932), 6-7.listopad 2004
- Salon Europeen des Jeunes Createurs, kat. wyst., strony 95,97,99, Montrouge Paris 2005
- 7 Konkurs E. Gepperta, kat. wyst., BWA Wrocław, 2005
- M. Małkowska, Prosta sztuka jest najlepsza, Rzeczpospolita, 4 stycznia 2006
- A. Mazur, Na własną rękę, a nawet dwie. Pracownia Tarasewicza w Zachęcie, Obieg, styczeń 2006
- Midagi on teisiti, MoKS Center for Art and Social Practice, str 2, MoKS, Mooste, Estonia 2006
- PostsovkhoZ 1-6. MoKSi kunstisumpoosioni antologia/ An Antology of MoKS International Art Symposium, Estonia 2006 ISBN 978-9949-15-013-7.
- Magda Bielesz, [w:] Tekstylia bis. Słownik młodej polskiej kultury, Korporacja Ha!art, Kraków 2006 ISBN 978-83-89911-43-8.
- J. Sokołowska, Magda Bielesz, [w:] Na własną rękę, kat. wyst., Galeria Zachęta, Warszawa 2006
- Wenn Wünsche Bilder werden, Südoststeiermark Anzeigen, 27 kwietnia 2006
- Ch. Bagni, Ausstellung im Schweinestall als Auftakt, Kleine Zeitung, 10 maja 2006
- 7. Konkurs im. Eugeniusza Gepperta, s. 16, „Format. Pismo artystyczne” 2006, nr 48
- Abiko Open Air Exhibition 2006 9th, str 18, kat wyst., Abikoe, Tokio, Japonia 2006
- Wymężczyźnienie-rozmężczyźnienie, kat wyst., Galeria Zakręt, IHS UW, Warszawa 2006[8]
- Wd8 Connected:07, Kunst im Schweinestall, Wd8 Austria 2007 ISBN 978-3-200-01119-9.
- A. Kowalska, Urodziny w kawalerce. Galeria Hoża 1 urodziny, Gazeta Stołeczna, 25-31 stycznia 2008
- M. Stadtmüller, Galeria Hoża obchodzi pierwsze urodziny, Polska the Times, str 28/wzmianka w tekście, 31 stycznia 2008
- WIR e. V., Berlin, 2008[9]
- Magda Bielesz. Malerei., strona 95, TIP Berlin, 08/2008, 03.04-16.04.2008
- A. Kowalska, Warszawa w Berlinie, Gazeta Stołeczna, strona 8, 9.04.2008
- Galeria Hoża, strona 24-25, Hiro, nr 36, marzec 2008
- Stypendyści Ministerstwa Kultury i Dziedzictwa Narodowego w latach 2002-2006, płyta CD, wyd. Zachęta Narodowa Galeria Sztuki, Warszawa 2007
- M.Domagała Tetania. Powiew boskości,, Exit, No.2(78) 2009 strony 51-56
- A. Krenz, M Slaski, Zero. Berlin 2003-2009, strony 100,194, książka poświęcona działalności berlińskiej Galerii Zero
- A. Kowalska, „Gazeta co jest grane” poleca, strona 22, Gazeta Stołeczna, 26 marca 2009
- NOTES 51, str 28, Mogę być kim chcę, Notes na 6 tygodni, 2009[10]
- Pożegnanie z bajką, kat. wyst., BWA Wrocław, 2010
- NOTES 58, strona 70, Notes na 6 tygodni, 2010[11]
- D. Karaś, Nitka i mieszczańskie salony, Gazeta Wyborcza Trójmiasto, 15.01.2010
- Kalendarium, Polski Instytut w Pradze[12], styczeń 2010
- Malarstwo współczesne. Postewolucja, kat. wyst., 2010 KKKC „Kulturpolis” ISBN 978-9986-588-38-2.
- A. Kowalska, Prezent dla ojca, strona 7, Gazeta Stołeczna, 31.05.2011
- Art Experts Magazine, strona 19, Nr. 01/02, lipiec/sierpień 2011[13]
- REJENERASYON.011, Platosanat, kat. wyst., Istambul 2011,T.C. Plato Meslek Yüksekokulu
- Obraz i wideo łączą się w sztuce, strona 7, Gazeta Wyborcza(Zielona Góra) nr.16, 20.01.2012
- Z. Haczek, Sztuka ma płeć? Już nie!, Gazeta Lubuska, 02.03.2012

## Filmy i dokumenty
- METRUM 3, scenariusz i reżyseria: Przemek Młyńczyk, zdjęcia: Andrzej Musiał, montaż: Marek Krol, dźwięk Marcin Ejsmund, występują: Magda Bielesz, Paul Wertico, produkcja FMK 2005, 5 min
- Case X (Case MoKS, Mooste) reżyseria: Rene Rusjan, Bostian Potokar, Słowenia 2006, 40 min
- who is who. Magda Bielesz, reżyseria: Anna Kuśmierczyk, zdjęcia: Marcin Nowak, produkcja fabryka mediów patio tv, Łódź 2007, 30 min